# (1113) Katja
Katja es el asteroide número 1113 perteneciente al cinturón de asteroides. Fue descubierto por la astrónoma Pelagueya Shain desde el observatorio de Simeiz, el 15 de agosto de 1928. Su designación alternativa es 1928 QC. Está nombrado en honor de Ekaterina «Katja» Yosko, miembro del observatorio de Simeiz.